# DLX3
DLX3‏ (Distal-less homeobox 3) هوَ بروتين يُشَفر بواسطة جين DLX3 في الإنسان.

## الوظيفة
Dlx3 هو منظم أساسي لتمايز بصيلات الشعر ودورتها. يتم نسخ Dlx3 من خلال بروتين دبيلو.أن.تي، ويشارك تواجد Dlx3 مع فسفرة-SMAD1/5/8 في تنظيم النسخ بواسطة إشارات بروتين تشكل العظام. كما يتم تحريض نسخ Dlx3 بواسطة BMP-2 من خلال تنشيط SMAD1 وSMAD4.
تم تحديد العديد من الجينات التي تحتوي على صندوق متماثل للفقاريات بناءً على تشابه تسلسلاتها مع جينات النمو في ذبابة الفاكهة. تحتوي أعضاء عائلة جين Dlx على علبة مثلية مرتبطة بجين Distal-less (Dll)، وهو جين يُعبَّر عنه في رأس وأطراف ذبابة الفاكهة النامية. تتألف عائلة الجينات Distal-less (Dlx) من 6 أعضاء مختلفة على الأقل، DLX1-DLX6. يقع هذا الجين في تكوين ذيل إلى ذيل مع عضو آخر من عائلة الجينات على الذراع الطويلة للكروموسوم 17.

## الأهمية السريرية
ارتبطت الطفرات في هذا الجين بالظروف السائدة الجسدية وهي متلازمة الشعر والأسنان والعظام (TDO) وتخلق الميناء الناقص، مع أسنان ثورية.